# La Folle Mission du docteur Schaeffer
Pour plus de détails, voir Fiche technique et Distribution.
La Folle Mission du docteur Schaeffer (titre original : The President's Analyst) est un film américain de Theodore J. Flicker (en) sorti en 1967.
Le film suit le Dr Sidney Schaefer, un célèbre psychanalyste de New York qui a parmi ses clients un agent de la CIA. Celui-ci annonce au docteur que le président des États-Unis a besoin de ses services pour une mission secrète. Schaefer doit alors déménager avec sa fiancée et garder le secret là-dessus mais bien qu'il soit d'abord enthousiaste de devenir l'analyste du chef de l'État, Sidney finit par déchanter. Réalisant qu'il est constamment surveillé, il décide finalement de prendre la fuite mais comme il détient des informations confidentielles, les gouvernements du monde entier lancent leurs espions à ses trousses.

## Synopsis
Le psychiatre Dr Sidney Schaefer est choisi par le gouvernement américain pour agir en tant que psychanalyste personnel top secret du président, sur recommandation de Don Masters, un assassin de la CIA qui a contrôlé Schaefer tout en subissant sa propre psychanalyse. La décision de choisir Schaefer va à l'encontre de l'avis d'Henry Lux, le directeur du Bureau Fédéral de Régulation mais Schaefer reçoit une maison dans le quartier aisé de Georgetown ainsi qu'un bureau confortable relié à la Maison Blanche par un tunnel sous terrain secret. De cet endroit, il doit être de garde à toute heure du jour ou de la nuit, pour s'adapter à l'emploi du temps chargé du président.
Cependant, l'analyste du président a un problème unique car il n'y a personne avec qui il peut parler des problèmes top secrets et personnels du président. Au fur et à mesure qu'il est submergé par le stress, Schaefer commence à se sentir surveillé partout jusqu'à ce qu'il devienne cliniquement paranoïaque et soupçonne même sa douce petite amie Nan de l'espionner en tant qu'agent de la CIA. Tous les soupçons paranoïaques de Schaefer finissent par se révéler vrais. Pire encore, Schaefer a l'habitude de parler dans son sommeil.
Schaefer prend alors la fuite avec la complicité d'une famille américaine typique du New Jersey qui le défend contre des agents étrangers tentant de l'enlever dans la rue. Plus tard, il s'échappe avec l'aide d'une tribu hippie dirigée par le vieux Old Wrangler, alors que des espions de nombreux pays tentent de le kidnapper pour les informations secrètes que le président lui a divulguées. Pendant ce temps, des agents du FBR le recherchent avec ordre de le liquider en tant que risque pour la sécurité nationale . Finalement, Schaefer est retrouvé et kidnappé par des agents des services secrets canadiens se faisant passer pour un groupe pop britannique. Schaefer est sauvé des Canadiens et d'un assassin du FBR par Kropotkin, un agent du KGB qui a l'intention de le faire fuir en Union soviétique. Kropotkine a des doutes sur son plan à la suite d'une séance de psychanalyse avec le médecin au cours de laquelle Kropotkine commence à accepter sa haine non réalisée envers son père, chef du KGB, pour avoir fait fusiller sa mère pendant les grandes purges de Joseph Staline en 1937. Sentant maintenant qu'il a besoin de l'aide du médecin pour poursuivre son auto-analyse, il le renvoie plutôt sur le sol américain.
Kropotkin organise un ramassage avec son collègue de confiance du CEA, Don Masters mais Schaefer est à nouveau kidnappé, cette fois par la Compagnie du Téléphone TPC, une organisation bien plus insidieuse que le CSS, le FBR ou le KGB, qui l'avait secrètement observé. Emmené au siège de TPC dans le New Jersey, il est présenté à son chef, qui souhaite l'aide de Schaefer pour mener à bien son plan de domination mondiale. Alors que le leader du TPC fait sa présentation, un gros plan de caméra révèle des câbles électroniques connectés à l'un de ses pieds, révélant qu'il s'agit en fait d'un robot animatronique.
TPC a développé un miracle électronique moderne, le Cerebrum Communicator, un dispositif microélectronique qui peut communiquer sans fil avec n'importe quel autre dispositif identique dans le monde. Avec cet outil implanté dans le cerveau, un utilisateur n'a qu'à penser au numéro de téléphone à appeler et est instantanément connecté, éliminant ainsi le besoin de l'infrastructure câblée massive et coûteuse de la Compagnie du Téléphone. Pour que cela fonctionne, chaque être humain se verra attribuer un numéro au lieu d'un nom et aura le Cerebrum Communicator implanté lors de la naissance. Schaefer doit être contraint d'aider le programme TPC en faisant chanter le président pour qu'il fasse passer la législation requise. TPC utilise une courte séquence animée (une parodie de l'animation de Our Mr. Sun ) pour expliquer le plan à Schaefer.
Pendant ce temps, les espions qui étaient tous à la poursuite de psychanalyste, travaille ensemble pour venir à la rescousse de Schaefer. Ils remettent à Schaefer un fusil M16 qu'il utilise joyeusement sur le personnel de sécurité de la Compagnie du Téléphone. Malgré un bain de sang,  ils s'en sortent victorieux mais des mois plus tard, alors que Schaefer et ses amis espions profitent d'une réunion de Noël, les dirigeants animatroniques de TPC sont vus regardant fixement avec approbation un moniteur secret, tandis que " Joy to the World " joue en arrière-plan.

## Fiche technique
- Titre original : The President's Analyst
- Réalisation : Theodore J. Flicker
- Scénario : Theodore J. Flicker
- Directeur de la photographie : William A. Fraker
- Cadreur : David M. Walsh
- Montage : Stuart H. Pappé
- Musique : Paul Potash et Lalo Schifrin
- Costumes : Jack Bear
- Décors : Pato Guzman
- Production : Stanley Rubin
- Genre : Comédie, Science-fiction
- Pays :  États-Unis
- Durée : 103 minutes
- Date de sortie :
  -  États-Unis : 21 décembre 1967
  -  Allemagne de l'Ouest : 31 mai 1968

## Distribution
- James Coburn (VF : Denis Savignat) : Dr Sidney Schaefer
- Godfrey Cambridge (VF : Georges Aminel) : Don Masters
- Severn Darden (VF : Nicolas Youmatoff) : V.I. Kydor Kropotkin (Ivan Stepanovitch Kropotkin en VF)
- Joan Delaney : Nan Butler
- Pat Harrington Jr. : Arlington Hewes
- Barry McGuire (VF : Jean Violette) : Old Wrangler (Violotus en VF)
- Jill Banner Snow White (Blanche Neige en VF)
- Eduard Franz (VF : Jean-Henri Chambois) : Ethan Allan Cocket
- Walter Burke (VF : Jean Berton) : Henry Lux
- Will Geer (VF : Paul Villé) : Dr Stephen Lee-Evans
- William Daniels : Wynn Quantrill
- Joan Darling : Jeff Quantrill
- Sheldon Collins : Bing Quantrill
- Arte Johnson (VF : Jacques Deschamps) : Sullivan
- Martin Horsey (VF : Claude Mercutio) : l'agent canadien
- John Gunn (VF : Jean Brassat) : Carter